# Wierzbno (Warnice)
Wierzbno (deutsch Werben) ist ein Dorf in der Gmina Warnice (Landgemeinde Warnitz) im Powiat Pyrzycki (Pyritzer Kreis) der polnischen Woiwodschaft Westpommern. Die Ortschaft hatte in älterer Zeit Stadtrecht, sank jedoch ab Ende des 16. Jahrhunderts zu einem Marktflecken herab.

## Geographische Lage
Das Dorf liegt in Hinterpommern, etwa 30 Kilometer südöstlich von Stettin am südöstlichen Ufer des Madüsees. Nachbarorte sind im Norden am Seeufer Koszewo (Groß Küssow), im Nordosten Dębica (Damnitz) und im Süden Grędziec (Schöningen).
Etwa zwei Kilometer östlich des Dorfes verläuft die Bahnstrecke Stargard Szczeciński–Pyrzyce (Bahnstrecke Stargard–Pyritz). Ungefähr parallel zur Bahnstrecke verläuft die Woiwodschaftsstraße 106, die hier der ehemaligen Reichsstraße 158 entspricht.

## Wappen
Das Wappen zeigt Jesus Christus als Salvator Mundi auf einem Regenbogen thronend, neben dem Kopf ein Lilienstengel und ein Schwert, unter dem Bogen übereinander zwei gegengewendete Fische. Bei den Fischen soll es sich nach Ludwig Wilhelm Brüggemann (1784) um Maränen handeln; im Madüsee sind Madüsee-Maränen heimisch.

## Geschichte

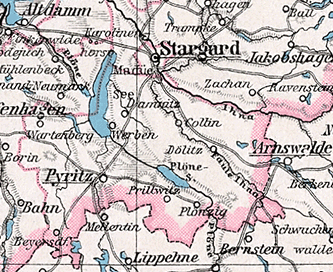
Werben im Kreis Pyritz, am Südostufer des Madüsees, auf einer Landkarte von 1905

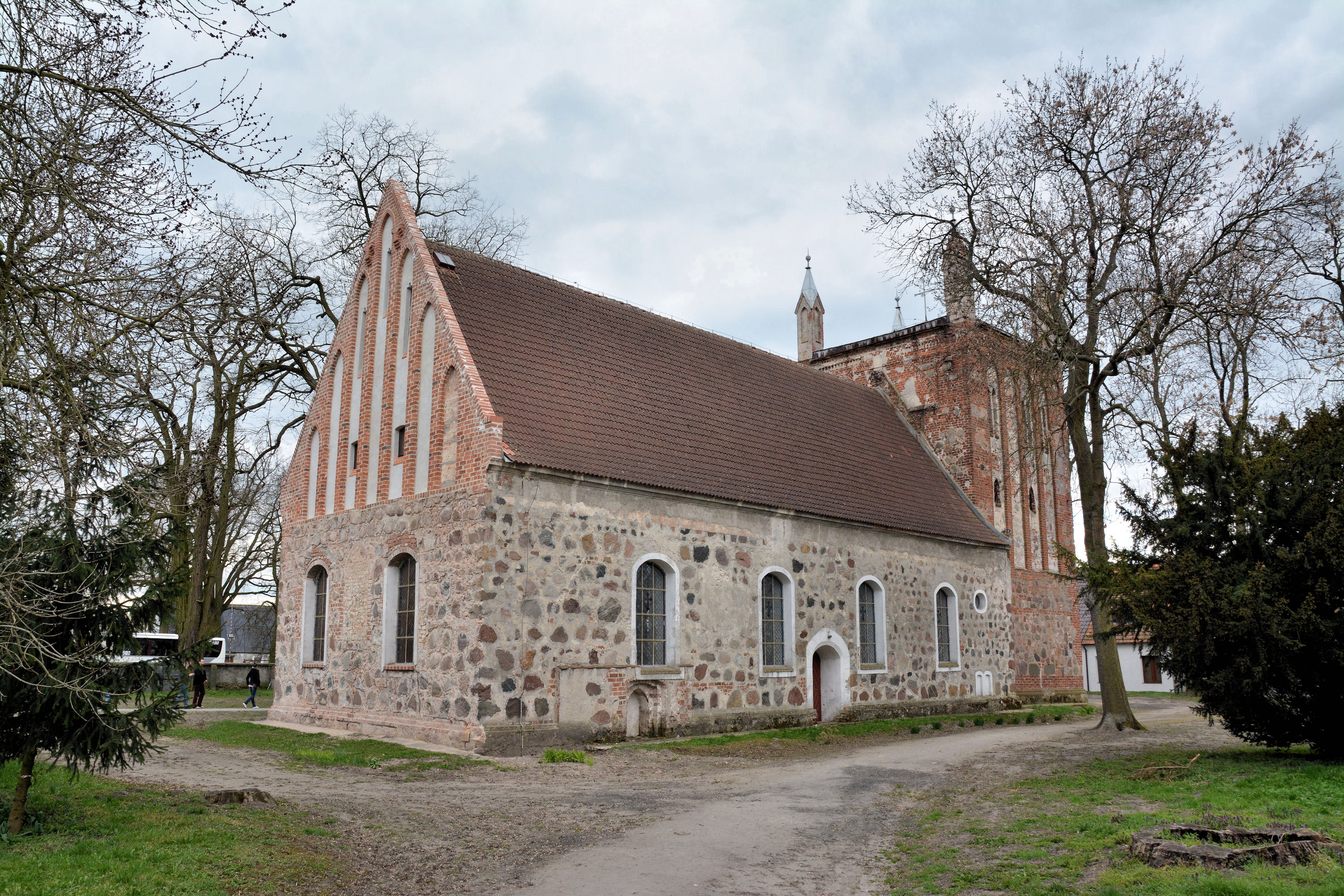
Dorfkirche (bis 1945 evangelisch, erbaut im Spätmittelalter)

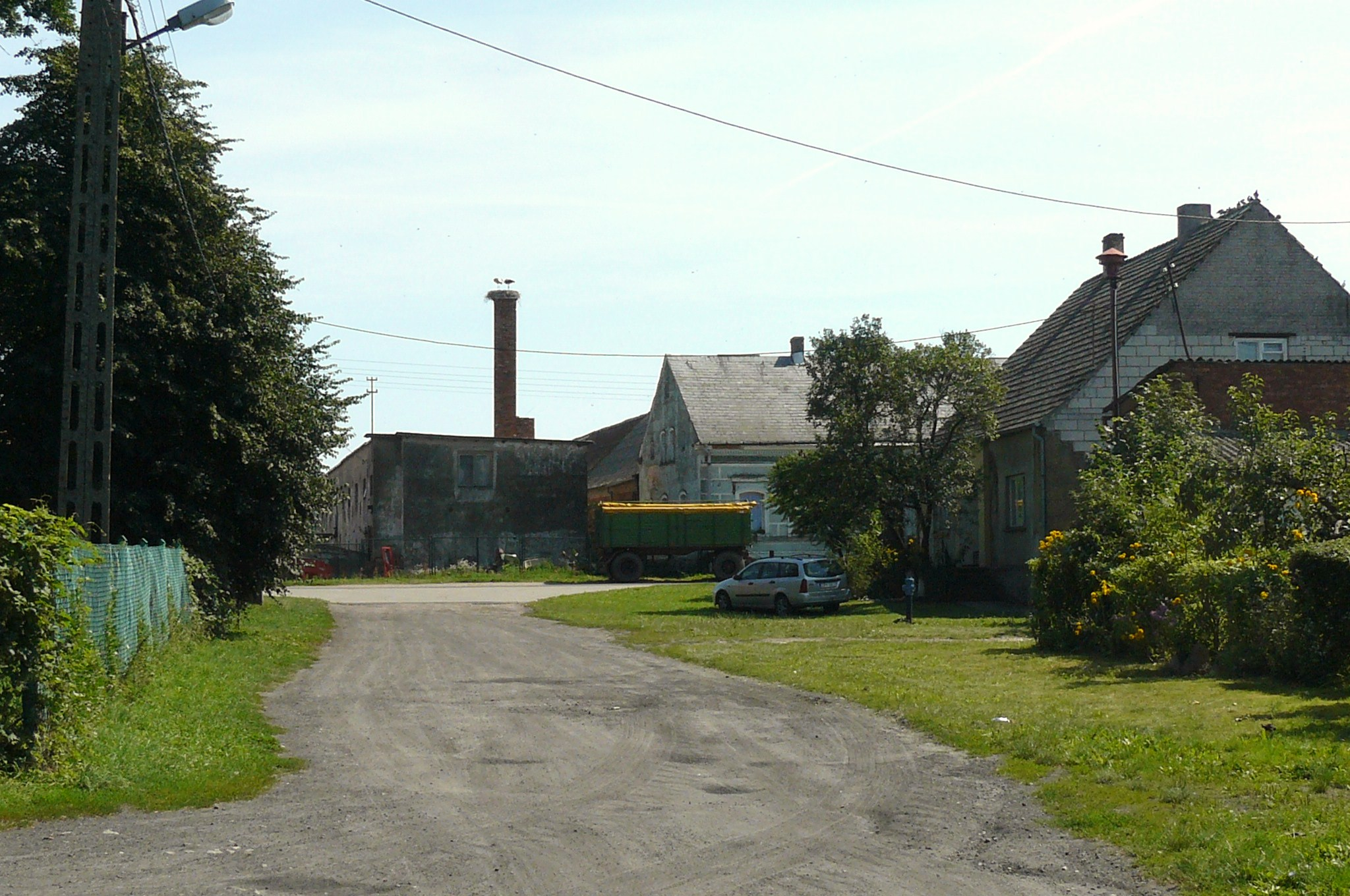
Dorfpartie

### Vorgängersiedlung Grindiz
Die spätere Stadt Werben hatte eine dörfliche Vorgängersiedlung, die etwa einen Kilometer entfernt lag. Diese wird unter dem Namen Grindiz in Urkunden des 12. und 13. Jahrhunderts mehrmals genannt. Die erste Nennung erfolgte im Zusammenhang einer Grenzbeschreibung in einer Urkunde von 1187/1188, mit welcher der pommersche Herzog Bogislaw I. dem Kloster Kolbatz den Besitz des Dorfes Brode (das spätere Paß) bestätigte.
Die Siedlung taucht dann zur Grenzbeschreibung des Klosterbesitzes in Urkunden des pommerschen Herzogs Barnim I. von 1235 und von 1240 sowie in einer Urkunde der brandenburgischen Markgrafen Johann I. und Otto III. von 1242 auf. Mit einer Urkunde von 1236 verzichtete Bischof Konrad III. von Cammin zugunsten des Klosters Kolbatz auf den Bau einer Mühle in Grindiz. Das Dorf erscheint hier als bischöflicher Besitz. Ein Ritter von Grindiz („miles de Grindiz“) namens Matheus und ein Ortspfarrer namens Johannes traten als Zeugen in einer Urkunde des pommerschen Adligen Swantibor aus der Linie der Swantiboriden von 1234 auf, der Pfarrer Johannes auch in weiteren Urkunden. Ein „Arnoldus villicus de Vico“, der in einer Urkunde desselben Swantibor von 1218/1233 als Zeuge auftrat, wird ebenfalls auf diese Siedlung bezogen, die hier als Vicus bezeichnet sein könnte.
Letztmals wird Grindiz in einer Urkunde aus dem Jahre 1248 genannt, die eine nicht einfache Transaktion beschreibt. Herzog Barnim I. von Pommern überließ Bischof Wilhelm von Cammin das Land Kolberg und erhielt dafür das Land Stargard als Lehen, von dem er wiederum einen Teil an das Camminer Domkapitel weiterverlieh, darunter auch Grindiz. Dies war die letzte Erwähnung von Grindiz.

### Im Mittelalter Stadtrecht
Die Nachfolgesiedlung Werben erscheint erstmals in den Jahren 1257 und 1274. Wann sie Stadtrechte erhielt, ist unbekannt. Die älteste Benennung der Siedlung als „oppidum“ stammt von 1316, zuvor wurden bereits 1307 die (Stadt-)Bürger von Werben („cives de Werben“) genannt. Möglicherweise ist die Stadtgründung bereits mit dem Namenswechsel anzusetzen, also vor 1257 erfolgt. Jedenfalls wurde Werben spätestens um 1300, möglicherweise schon Jahrzehnte früher, als Stadt der Bischöfe von Cammin gegründet. Die Pfarrkirche in Werben gehörte ab 1303 zum Archidiakonat Stargard, das in den 1330er Jahren auch als Archidiakonat Werben bezeichnet wurde.
Die Stadt Werben bildete in dieser Zeit den Mittelpunkt des bischöflichen Besitzes östlich des Madüsees und diente den Bischöfen von Cammin häufig als Aufenthaltsort, wie sich aus den hier ausgestellten bischöflichen Urkunden erschließen lässt. Doch lag die Stadt bereits im Mittelalter abseits der wichtigen Straßen.
Im Jahre 1321 verkaufte Bischof Konrad IV. von Cammin das bischöfliche Gebiet beim Madüsee mit der Stadt Werben für 2000 Mark an das Kloster Kolbatz. Bereits bald darauf beklagten sich die Einwohner, dass das Kloster die Stadt bewusst verfallen lasse. Konrads Nachfolger fochten den Verkauf an; es kam 1362 zu einem Vergleich, wonach das Kloster zwar weitere 200 Mark zu zahlen hatte, die Stadt Werben aber behielt. Werben blieb dann bis zur Reformation im Besitz des Klosters Kolbatz. Aus dem Jahre 1457 ist die Bestätigung einer Schützenbrüderschaft in Werben durch den Abt des Klosters Kolbatz überliefert. Im Jahre 1474 gewährte der päpstliche Legat Antonius Bonumbra den Besuchern und Wohltätern des St.-Jürgen-Hospitals in Werben einen Ablass.
Die erste bekannte Bestätigung des Stadtrechts stammt erst von 1564, als Herzog Barnim XI. der Stadt das Magdeburger Recht bestätigte, und zwar gleich den Städten Pyritz und Stettin.

### Marktflecken in der Neuzeit
Wohl ab Ende des 16. Jahrhunderts verlor Werben die Stadtrechte, in der Lubinschen Karte von 1618 ist es nicht mehr als Stadt verzeichnet. Andererseits wurden noch in den Jahren 1664, 1691 und 1714 die städtischen Privilegien durch den Kurfürsten von Brandenburg (Hinterpommern war 1648 an Brandenburg gekommen) bestätigt. Im 18. Jahrhundert wurde auch rechtlich die Bauer-Ordnung angewendet. In Ludwig Wilhelm Brüggemanns Ausführliche Beschreibung des gegenwärtigen Zustandes des Königlich-Preußischen Herzogtums Vor- und Hinterpommern (1784) ist Werben zwar unter der Überschrift einer königlichen Mediatstadt aufgeführt. Gleichzeitig bezeichnete Brüggemann Werben, das zum königlichen Amt Kolbatz gehörte, als Flecken und betonte, dass es kein Stadtrecht mehr besaß. Im ausgehenden 18. und 19. Jahrhundert galt Werben als Marktflecken, da im Ort jährlich zwei Märkte stattfanden. Im Übrigen lebten die Einwohner überwiegend von der Landwirtschaft. 1853 sprach sich eine Gemeindeversammlung ausdrücklich dafür aus, die Landgemeindeordnung beizubehalten. In der Zeit des Eisenbahnbaus erhielt Werben keinen Bahnanschluss.
Werben bildete bis 1945 eine Gemeinde im Kreis Pyritz der preußischen Provinz Pommern. Zu der Gemeinde gehörten auch die beiden Wohnplätze Sethehof und Windmühle.

### Nach Ende des Zweiten Weltkriegs
Gegen Ende des Zweiten Weltkriegs besetzte im Frühjahr 1945 die Rote Armee die Region. Kurz danach wurde Werben zusammen mit ganz Hinterpommern unter polnische Verwaltung gestellt. Das Dorf wurde in Wierzbno umbenannt. Soweit die einheimische Bevölkerung nicht geflohen war, wurde sie in der Folgezeit enteignet – gewöhnlich bis auf Eheringe und einige Habseligkeiten im Handgepäck – und von der örtlichen polnischen Verwaltungsbehörde über die Oder nach Westen vertrieben.
Heute bildet das Dorf ein eigenes Schulzenamt in der Gmina Warnice (Gemeinde Warnitz).

## Einwohnerzahlen
| Jahr | Ein- wohner | Anmerkungen                                             |
| ---- | ----------- | ------------------------------------------------------- |
| 1740 | 400         | darunter keine Juden                                    |
| 1782 | 463         | darunter zwei Judenfamilien                             |
| 1791 | 490         | darunter zehn Juden                                     |
| 1797 | 499         | [ 17 ]                                                  |
| 1816 | 560         | [ 18 ]                                                  |
| 1840 | 640         | [ 17 ]                                                  |
| 1867 | 696         | [ 19 ]                                                  |
| 1871 | 680         | darunter 673 Evangelische, ein Katholik und sechs Juden |
| 1895 | 619         | [ 17 ]                                                  |
| 1925 | 593         | davon 584 Evangelische und neun Katholiken, keine Juden |
| 1933 | 601         | [ 20 ]                                                  |
| 1939 | 585         | [ 17 ] [ 20 ]                                           |

## Sehenswürdigkeiten

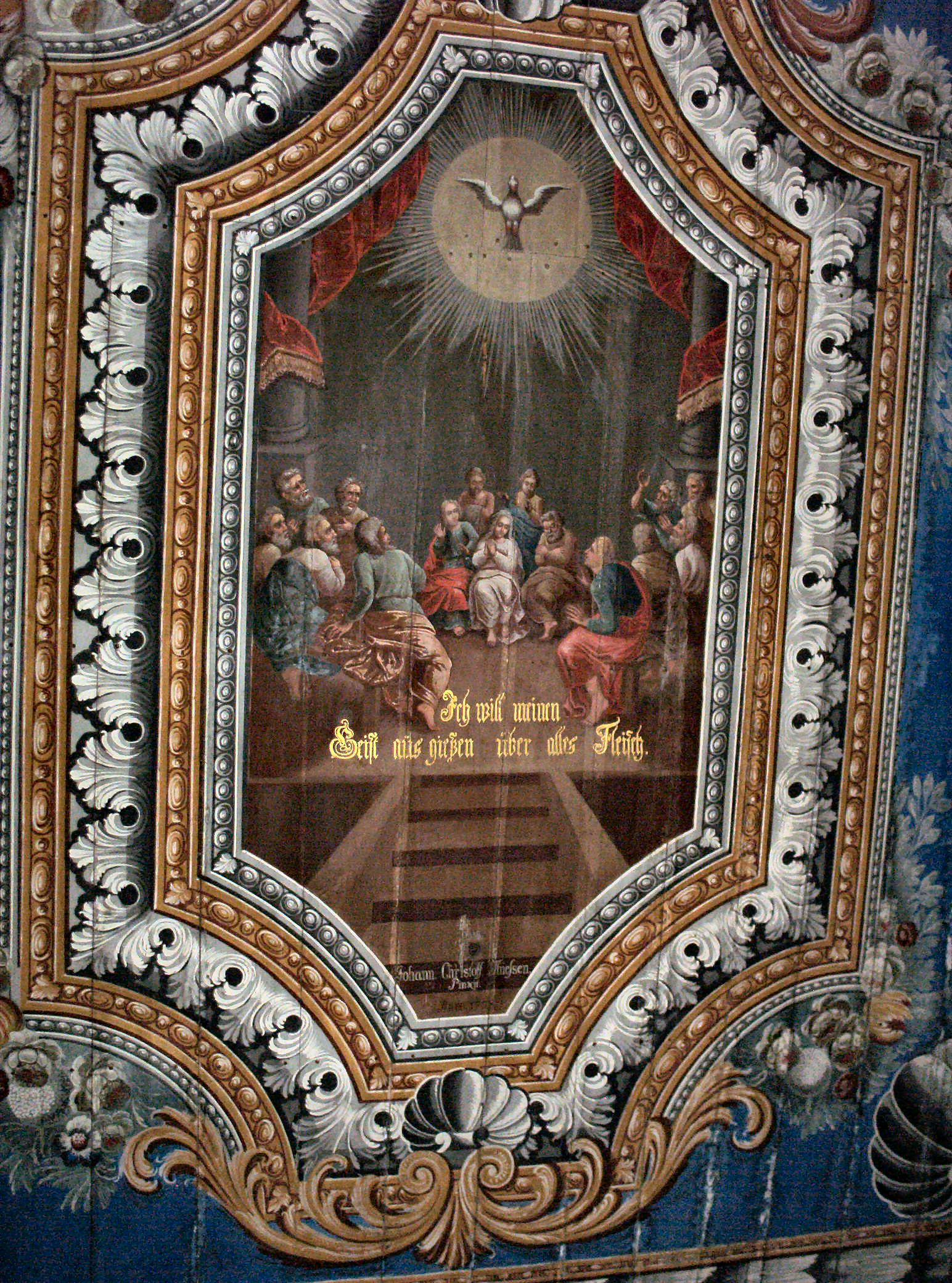
Eines der Deckengemälde in der Kirche, die Ausgießung des Heiligen Geistes. Inschrift: „Ich will meinen Geist ausgießen über alles Fleisch“. Malersignatur: „Johann Christoff Thiessen pinxit“.

- Kirchengebäude aus dem Spätmittelalter. Der Kirchturm wurde 1597 durch Blitzschlag zerstört und anschließend verändert wieder aufgebaut. Die vier Ecktürmchen stammen aus späterer Zeit. Die bedeutende Innenausstattung der Kirche, darunter ein Kanzelaltar und ein geschlossener Kirchenstuhl, ging nach 1945 verloren. Das Innere der Kirche ist bemalt.

## Söhne und Töchter des Ortes
- Hermann Bauermeister (1899–1968), deutscher Ingenieur und Ministerialbeamter